# Ngô Trác Hi
Ngô Triệu Đường, thường được biết đến với nghệ danh Ngô Trác Hi (sinh ngày 2 tháng 9 năm 1979), là một nam diễn viên, người mẫu, vũ công kiêm ca sĩ người Hồng Kông. Anh từng là diễn viên độc quyền của hãng TVB.

## Tiểu sử
Ngô Trác Hy sinh ngày 2 tháng 9 năm 1979 tại Hồng Kông. Anh có một chị gái. Năm 1999, anh đã đăng ký tham gia khóa đào tạo khiêu vũ của Đài TVB. Ngô Trác Hy xuất thân là vũ công, gặp được Cổ Thiên Lạc và được tài tử này đề cử vào lớp đào tạo diễn viên của đài TVB. Trác Hy khởi nghiệp bằng những vai phụ trong các bộ phim: Bước ngoặt cuộc đời, Đội cứu hỏa anh hùng,... Sau đó anh liên tục xuất hiện với tư cách nam chính trong các bộ phim về sau. Anh là một trong năm Tiểu Sinh đình đám và được TVB tích cực lăng xê: Lâm Phong, Mã Quốc Minh, Huỳnh Tông Trạch, và Trần Kiện Phong. Ngoài đời, anh và Trần Kiện Phong là hai người bạn rất thân thiết với nhau.

## Sự nghiệp diễn xuất
Đến năm 2003, Ngô Trác Hy được TVB lăng xê lên vai chính trong bộ phim Thanh đao công lý (tên gốc: Đao, Thiếu Niên, Anh Hùng) vai Vương Ngũ diễn cặp với Dương Tư Kỳ và các bạn diễn khác như: Dương Di, Huỳnh Tông Trạch, Lưu Tùng Nhân, Thiệu Mỹ Kì,... Cùng năm đó, anh có vai diễn đột phá với vai học viên phi công Issac trong phim Bao la vùng trời. Ngô Trác Hy đã giành được giải thưởng Nam diễn viên tiến bộ nhất của TVB vào năm 2004 cho vai diễn trong bộ phim truyền hình Song long Đại Đường tại Lễ trao giải thường niên của TVB lần thứ 37. Kể từ đó, Ngô Trác Hy thăng tiến rất nhanh tại TVB, anh được giao vai nam chính trong hầu hết các bộ phim tham gia. Ngô Trác Hy đã được TVB Weekly bình chọn là Siêu thần tượng và Nhân vật truyền hình được yêu thích nhất trong Giải thưởng truyền hình Astro Wah Lai Toi năm 2005.
Năm 2005, anh đóng vai Chung Lập Văn có ý chí mạnh mẽ trong phim Học Cảnh Hùng Tâm, một bộ phim truyền hình về việc huấn luyện tại trường cảnh sát. Sau đó, bộ phim được làm mới thêm hai phần nữa, Cảnh sát mới ra trường (2007) và Học cảnh truy kích (2009), trong đó Ngô Trác Hy tiếp tục vai diễn của mình. Ngô Trác Hy xuất hiện trong bộ phim Moments Of Love vào năm 2005, đánh dấu sự ra mắt sự nghiệp điện ảnh của anh.
Năm 2007, Ngô Trác Hy bắt đầu đóng phim truyền hình ở Trung Quốc đại lục. Anh đóng vai chính trong phim Tình nồng (Tên tiếng Anh: Deep Affection Life), và phim Pretty Maid (2008), nhờ đó anh đã giành được giải CTV cho Nam diễn viên chính xuất sắc nhất.
Năm 2009, Ngô Trác Hy đóng vai chính trong bộ phim hài xuyên không Bản sao. Anh đã đóng vai Tưởng Tất Chính trong bộ phim truyền hình cổ trang được giới phê bình đánh giá cao Xứng danh tài nữ, qua bộ phim mà anh đã được đề cử cho giải Nam diễn viên phụ xuất sắc nhất tại Lễ trao giải thường niên của TVB năm 2009. Cùng năm, Ngô Trác Hy xuất hiện với vai khách mời trong phần ngoại truyện của phim Học cảnh truy kích là phim điện ảnh Bước ngoặt.
Năm 2010, anh tham gia vào bộ phim truyền hình Đoàn viên. Ngô Trác Hy nói rằng anh đã từ chối hai lời mời đóng phim ở đại lục để quay bộ phim Đoàn viên, cũng nói rằng cũng rất đáng để đóng phim cùng với Quách Tấn An, người đóng vai chính của phim. Tháng 10 năm 2010, anh tham gia bộ phim truyền hình Nam nữ chọn nhà (�Ước mơ xa vời), bộ phim được phát sóng vào tháng 1 năm 2012.
Năm 2011, Ngô Trác Hy đóng chính trong bộ phim hài Trường học mật cảnh, cùng với Trần Hào, Dương Di và Chung Gia Hân, anh đóng vai Thanh tra Trình Văn Lực trong phim. Cùng năm đó, anh cũng đóng vai chính trong bộ phim hình sự phá án Bằng chứng thép III. Tháng 5 năm 2011, Ngô Trác Hy vào vai Trang Hữu Kiệt, người tham gia lực lượng tinh nhuệ của cảnh sát, trong bộ phim hành động tội phạm Nội Gián ATF, đóng cùng với Trần Triển Bằng và Trần Nhân Vy. Bộ phim này đã không được phát sóng cho đến ngày 17 tháng 3 năm 2014.
Năm 2013, Ngô Trác Hy tái xuất vai phi công Issac Đường trong Bao la vùng trời II cùng với sự trở lại của Ngô Trấn Vũ, Trương Trí Lâm và dàn diễn viên Trần Pháp Lai, Hồ Hạnh Nhi, Mã Quốc Minh,... Tháng 11 năm 2013, Ngô Trác Hy bắt đầu quay bộ phim hài cổ trang Thố nương tử (Bà xã cát tường) đóng cùng Hồ Hạnh Nhi, bộ phim này được phát sóng vào tháng 12 năm 2014. Năm 2014, Ngô Trác Hy đóng phim Vòng xoáy thiện ác với vai thanh tra cảnh sát.
Năm 2015, sau 17 năm làm việc tại TVB, Ngô Trác Hy quyết định không gia hạn hợp đồng quản lý với TVB, anh hy vọng sẽ có nhiều cơ hội hơn bên ngoài Hồng Kông. Bộ phim TVB cuối cùng của anh là phim Kiêu Hùng, trong đó Ngô Trác Hy đóng vai một luật sư xảo quyệt. Tại lễ trao Giải Hoa Đỉnh lần thứ 17, Ngô Trác Hy nhận được giải Nghệ sĩ được khán giả yêu thích nhất (全國 觀眾 最 喜愛 的 影視 明星).
Năm 2017, Ngô Trác Hy đảm nhận vai Cao Gia Tuấn (thanh tra điểm O) trong bộ phim bom tấn truyền hình Phi hổ cực chiến của Thiệu Thị cùng với dàn cast khủng: Trương Triệu Huy, Miêu Kiều Vỹ và Huỳnh Tông Trạch. Cùng năm, anh cũng tham gia vào bộ phim hành động Sóng dữ và bộ phim kinh dị hành động Nhân chứng thầm lặng. Năm 2018, Ngô Trác Hy đóng vai chính trong bộ phim truyền hình Những Cô Gái Văn Phòng (The Lady in the Cubicle) cùng với Đường Yên.
Năm 2019, Ngô Trác Hy đóng vai chính trong bộ phim Phi hổ cực chiến 2 với vai Tổ trưởng điều tra Chương Văn Long, thành viên Đội A. Bộ phim đánh dấu lần đầu tiên Ngô Trác Hy, Huỳnh Tông Trạch và Mã Quốc Minh hợp tác trong một bộ phim truyền hình sau Bao la vùng trời năm 2003. Ngô Trác Hy cũng đóng vai Trình Thiên cùng Huỳnh Tông Trạch trong bộ web drama Chiến Độc.
Ngô Trác Hy sẽ xuất hiện trong các bộ phim vào năm 2020 Sóng dữ 2, Goodbye, Ladies 'Street (tiếng Trung: 再見 · 女人街) và Khi gió lại nổi (Phong tái khởi thời hay tựa tiếng Anh: Theory of Ambitions). Ngô Trác Hy cũng được xác nhận rằng sẽ tham gia quay phần 3 của series phim Phi hổ vào tháng 7 năm 2020.

## Danh sách phim

### Phim truyền hình
| Năm  | Tựa Phim                            | Vai Diễn                     | Ghi Chú    |
| ---- | ----------------------------------- | ---------------------------- | ---------- |
| 1998 | Tây du ký 2                         | Ma-ha-ca-diếp                |            |
| 2001 | Gia đình vui vẻ                     | Wong Pong-ngan               |            |
| 2002 | Đội cứu hỏa anh hùng 2              | Wah                          |            |
| 2002 | Bước ngoặt cuộc đời                 | Quan Thiếu Thu               |            |
| 2002 | Không thể khuất phục                | Chu Kim Xuân                 |            |
| 2003 | Trí dũng song hùng                  | Firecracker                  |            |
| 2003 | Khát vọng tuổi trẻ                  | Chan Siu-on                  |            |
| 2003 | Thanh đao công lý                   | Vương Ngũ                    |            |
| 2003 | Bao la vùng trời                    | Issac Đường Diệc Phong       |            |
| 2004 | Song long đại đường                 | Từ Tử Lăng                   |            |
| 2004 | Bầu nhiệt huyết                     | Thành viên đội bóng chuyền   | Khách mời  |
| 2005 | Duyên tình Tây Sương                | Trương Quân Thuỵ             |            |
| 2005 | Cảnh sát: Học cảnh hùng tâm         | Chung Lập Văn                |            |
| 2005 | Người đàn ông gan dạ                | Thường Hoan                  |            |
| 2005 | Sóng gió khách sạn                  | Vương Khải Kiệt              |            |
| 2006 | Nỗi khổ đàn ông                     | Khang Thế Hy                 |            |
| 2007 | Hành động đột phá                   | Leo Đồng Nhật Tiến           |            |
| 2007 | Loạn thế giai nhân                  | Điền Hiếu Nghĩa              |            |
| 2007 | Cảnh sát mới ra trường (Cảnh sát 2) | Chung Lập Văn                |            |
| 2007 | Tuế nguyệt phong vân                | Nguỵ Giới Cường              |            |
| 2007 | Đội hành động liêm chính            | Tập 4: "Crossing the Border" |            |
| 2008 | Nữ tình báo: sinh tử điệp luyến     | Đường Vấn Sinh               |            |
| 2008 | Thiếu niên tứ đại danh bộ           | Lãnh Huyết/Lãnh Lăng Khí     |            |
| 2008 | Tình nồng 1 kiếp                    | Lý Tĩnh Vân/Lý Huân Phong    |            |
| 2009 | Học cảnh truy kích (Cảnh sát 3)     | Chung Lập Văn                |            |
| 2009 | Xứng danh tài nữ                    | Tưởng Tất Chính              |            |
| 2009 | Bản sao                             | Sở Từ                        |            |
| 2010 | Nữ hoàng văn phòng                  | Lăng Tiếu Kỳ (Ah K)          |            |
| 2010 | Đại A hoàn                          | Phương Thiếu Lăng            |            |
| 2011 | Chuyện tình lãng mạn                | Jesse                        |            |
| 2011 | Trường học mật cảnh                 | Trình Văn Lực                |            |
| 2011 | Đoàn viên                           | Gary Yung Yi-hang            |            |
| 2011 | Bằng chứng thép III                 | Lý Triển Phong (Wind)        |            |
| 2012 | Nam nữ chọn nhà (Ước mơ xa vời)     | Đinh Quán Phong              |            |
| 2012 | Nguyên soái vui vẻ                  | Ngô Cương                    |            |
| 2012 | Danh gia vọng tộc                   | Kim Mộc Thủy                 |            |
| 2013 | Mùa tình yêu                        | Ngô Tuấn Khải                | Tập 6 - 10 |
| 2013 | Bao la vùng trời 2                  | Issac Đường Diệc Phong       |            |
| 2014 | Nội Gián ATF                        | Alfred Trang Hữu Kiệt        |            |
| 2014 | Vòng xoáy thiện ác                  | Trương Lập Huân              |            |
| 2014 | Thố nương tử                        | Kê Chuẩn                     |            |
| 2015 | Người yêu cũ tuyệt vời              | Doãn Hạo Nhiên               |            |
| 2015 | Kiêu hùng                           | Lê Triệu Khuông              |            |
| 2015 | Hạnh phúc trở về                    | Hàn Minh                     |            |
| 2016 | Cuộc sống hôn nhân                  | Wang Luyi                    |            |
| 2016 | Đãi giá thập niên                   | Lưu Kiện Quốc                |            |
| 2016 | Trường mộng lưu ngân                | Đỗ Trường Phong              |            |
| 2017 | Cung Hoa thời Xuân Thu              | Ngụy Tương vương lúc lớn.    |            |
| 2018 | Phi hổ cực chiến                    | Marcus Cao Gia Tuấn          |            |
| 2018 | Những cô gái văn phòng              | Ray Trình Duệ Mẫn            |            |
| 2019 | Phi hổ cực chiến II                 | Chương Văn Long              |            |
| 2020 | Chiến Độc                           | Trình Thiên                  |            |
| 2022 | Phi hổ cực chiến III                | Cao Tử Lạc                   |            |

### Phim điện ảnh
| Năm  | Tựa tiếng Việt                        | Vai diễn       | Ghi chú   |
| ---- | ------------------------------------- | -------------- | --------- |
| 2005 | Moments of Love                       | Tank           |           |
| 2009 | Bước Ngoặt                            | Police officer | Khách mời |
| 2010 | 72 khách trọ                          | Vincent        | Khách mời |
| 2011 | Tôi yêu Hồng Kong                     | Sam Gor (trẻ)  | Khách mời |
| 2012 | Bleeding Mountain                     | Shanghai       |           |
| 2017 | Sóng dữ                               | Ben            |           |
| 2018 | Thục Sơn Chiến Kỷ                     | Jing Hong      |           |
| 2019 | Nhân chứng thầm lặng                  |                |           |
| 2020 | Sóng dữ 2                             | Lun Ting-pong  |           |
| TBD  | Khi gió lại nổi (Phong tái khởi thời) |                |           |

## Giải thưởng
Bài chi tiết: Danh sách giải thưởng và đề cử của Ngô Trác Hy